# Santa Maria Assunta (Alviano)

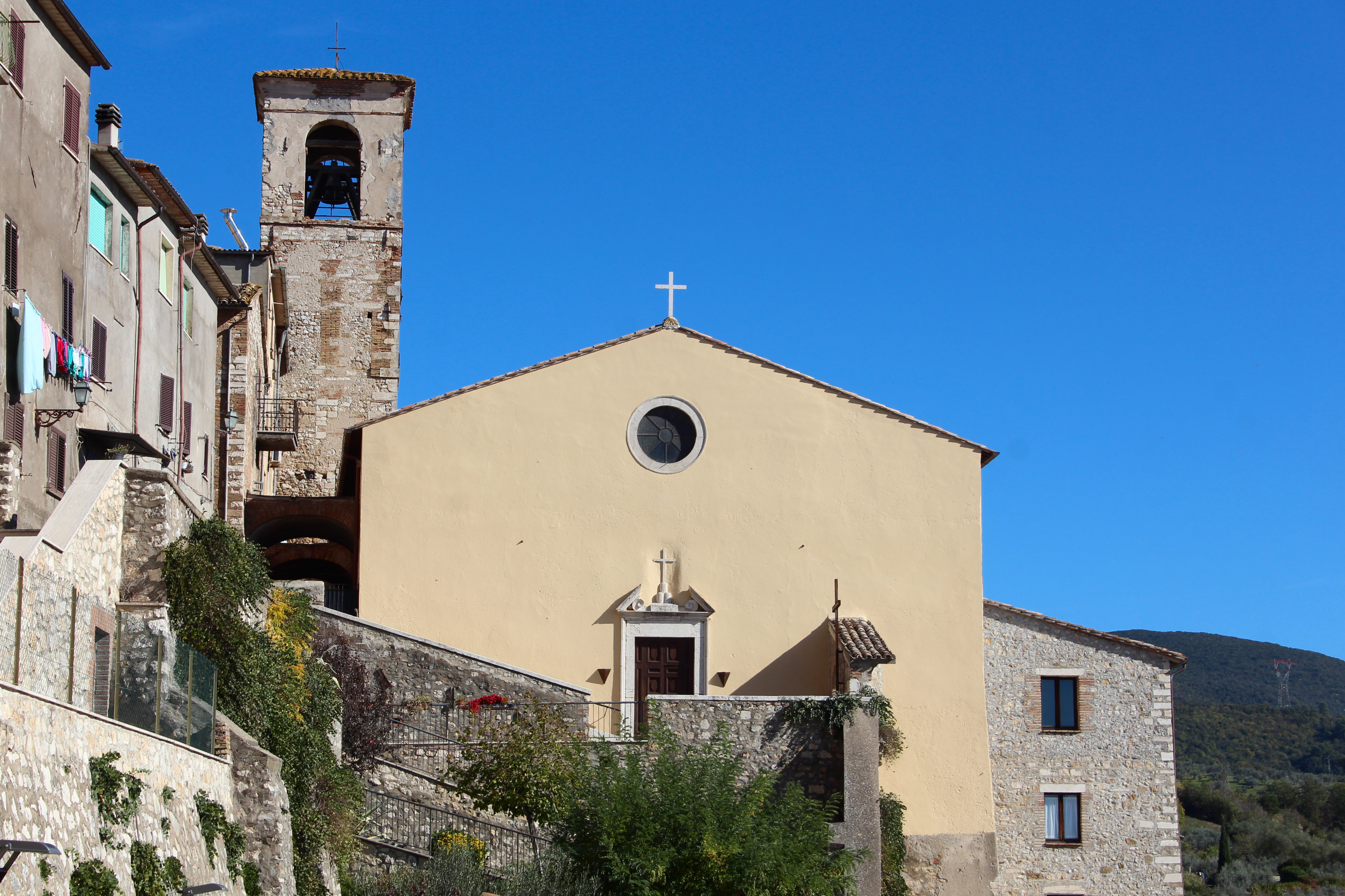
Frontansicht der Kirche Santa Maria Assunta in Alviano

Die Kirche Santa Maria Assunta (auch Santa Maria Assunta in Cielo) ist eine römisch-katholische Pfarrkirche in Alviano in der italienischen Region Umbrien, die der Schutzpatronin der Gemeinde gewidmet ist.

## Geschichte und Beschreibung

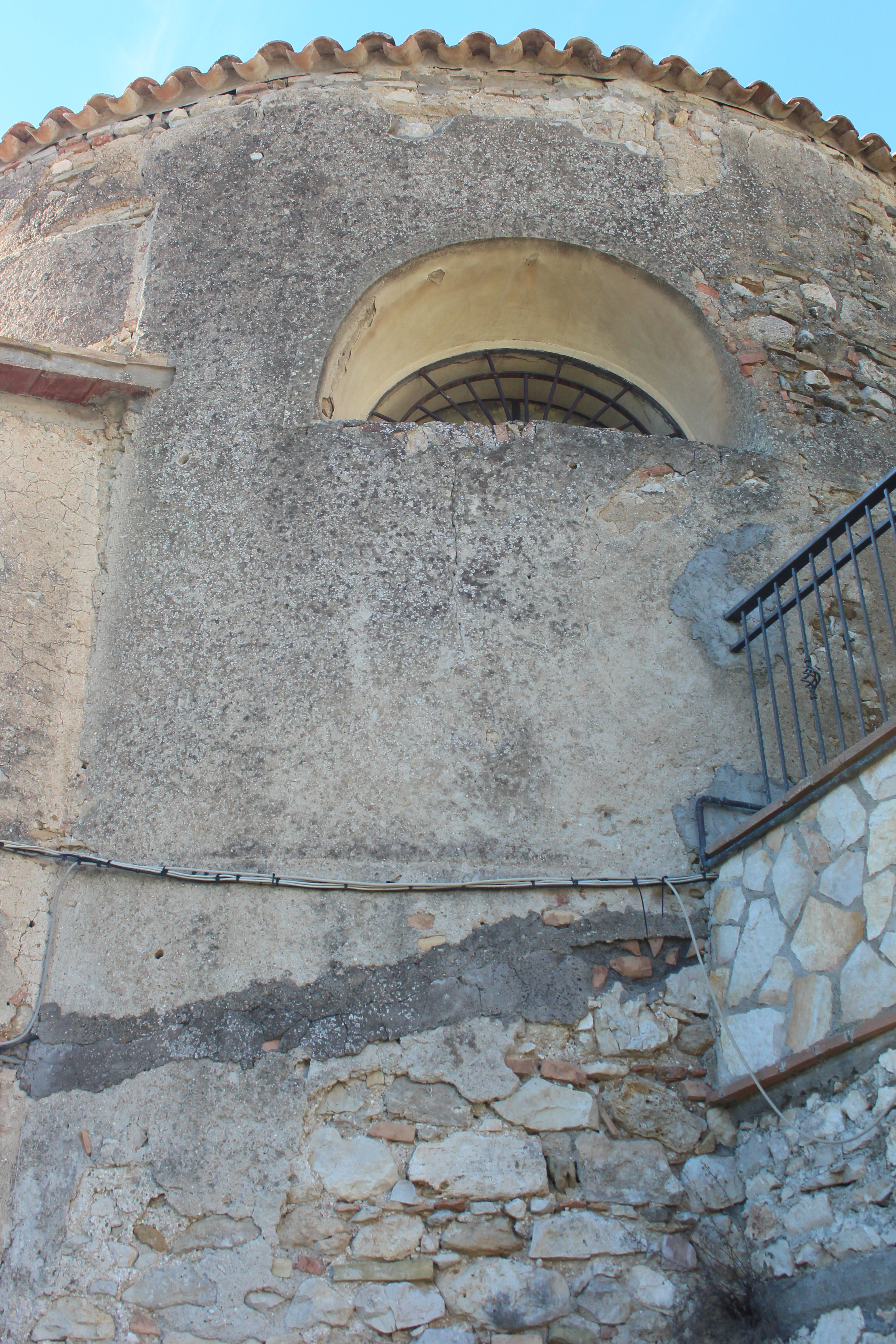
Apsis

Die Kirche liegt im Bistum Terni-Narni-Amelia und befindet sich wenige Meter südlich der Altstadt und der Burg von Alviano und gehört zu deren Borgo.
Erstmals dokumentiert wurde die Kirche 1275 als Kirche mit Kollegium der Kanoniker. Um 1506 wurde die Kirche durch Bartolomeo Attilio Liviani im Stil der Renaissance erweitert, wahrscheinlich auf Veranlassung des Condottiere und Herrn von Alviano Bartolomeo d’Alviano (1455–1515), der auch die Umbenennung des Kirche zu Chiesa dei Santi Pietro e Paolo durchsetzen wollte, damit aber scheiterte. Die Widmung befindet sich heute noch auf einem Architrav des Portals der Fassade.
Im Innenraum befindet sich das 1516 entstandene Fresko Madonna con Santi (vollständig Madonna zwischen den Heiligen Gregor und Hieronymus und Pentesilea Baglione) von Giovanni Antonio da Pordenone, dessen einzige bekannte Arbeit in Umbrien. Beauftragt wurde das Werk von Pantasilea Baglioni, Witwe von Bartolomeo d’Alviano. Das Werk des Nicolò Alunno, Madonna Assunta circondata da angeli glorificanti (Santa Maria Assunta umgeben von segnenden Engeln) aus dem Jahr 1484 befindet sich heute nicht mehr in der Kirche. Es befindet sich im Museo Nazionale di Castel Sant’Angelo der Engelsburg in Rom.

## Bilder

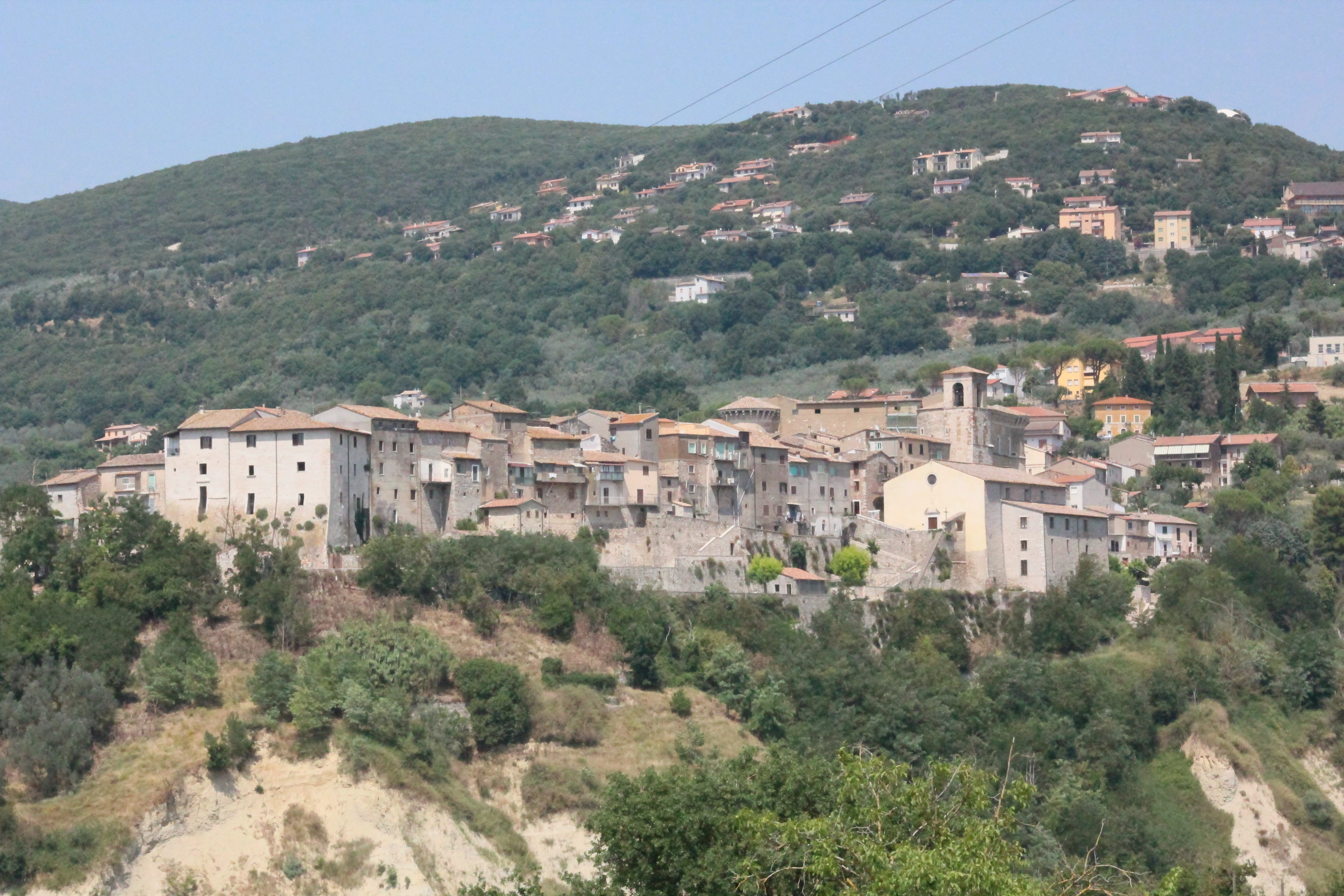
Panorama von Alviano mit der Kirche Santa Maria Assunta
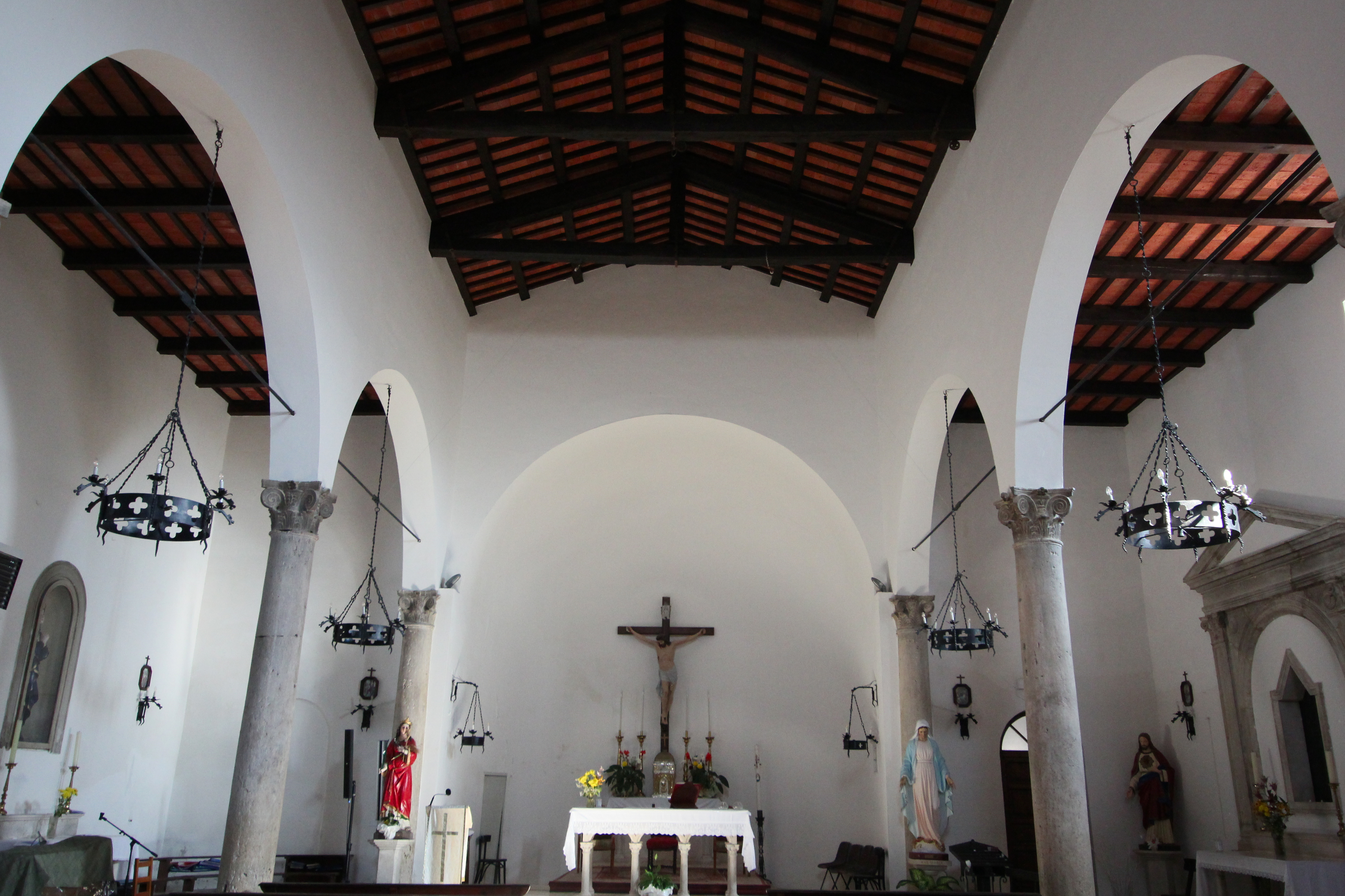
Der Innenraum der Kirche
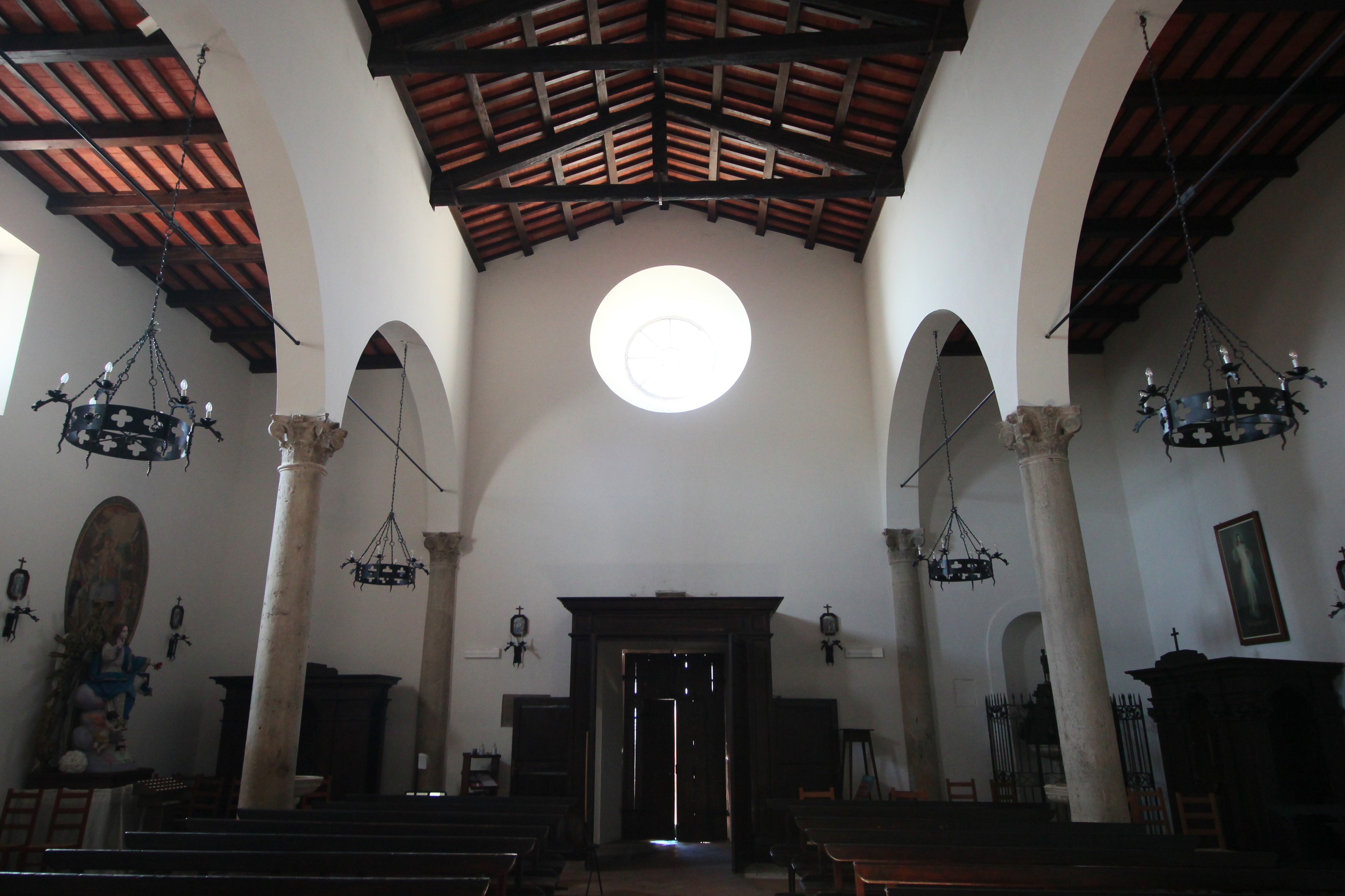
Innenseite der Fassade
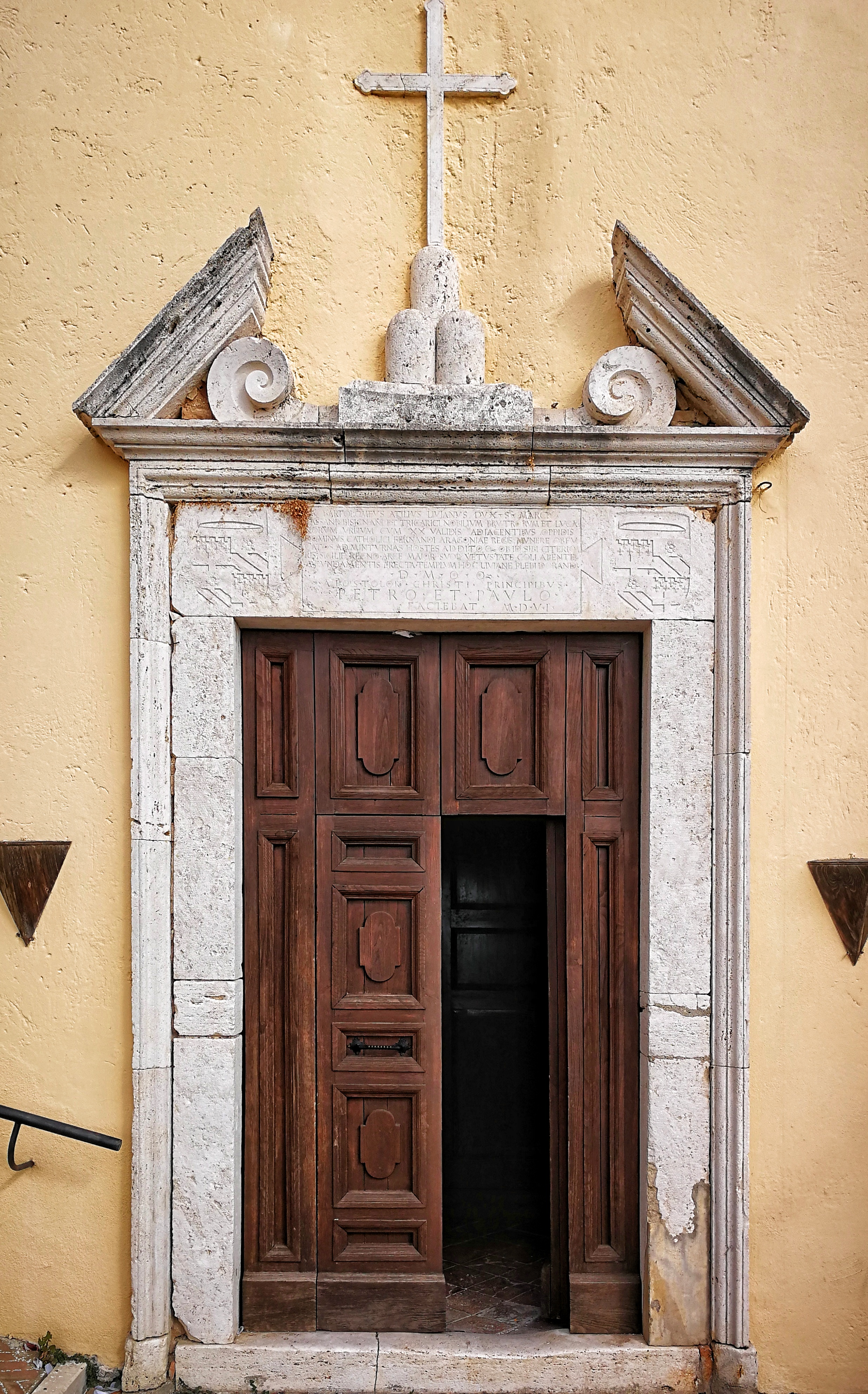
Portal mit Inschrift (Pietro e Paolo)
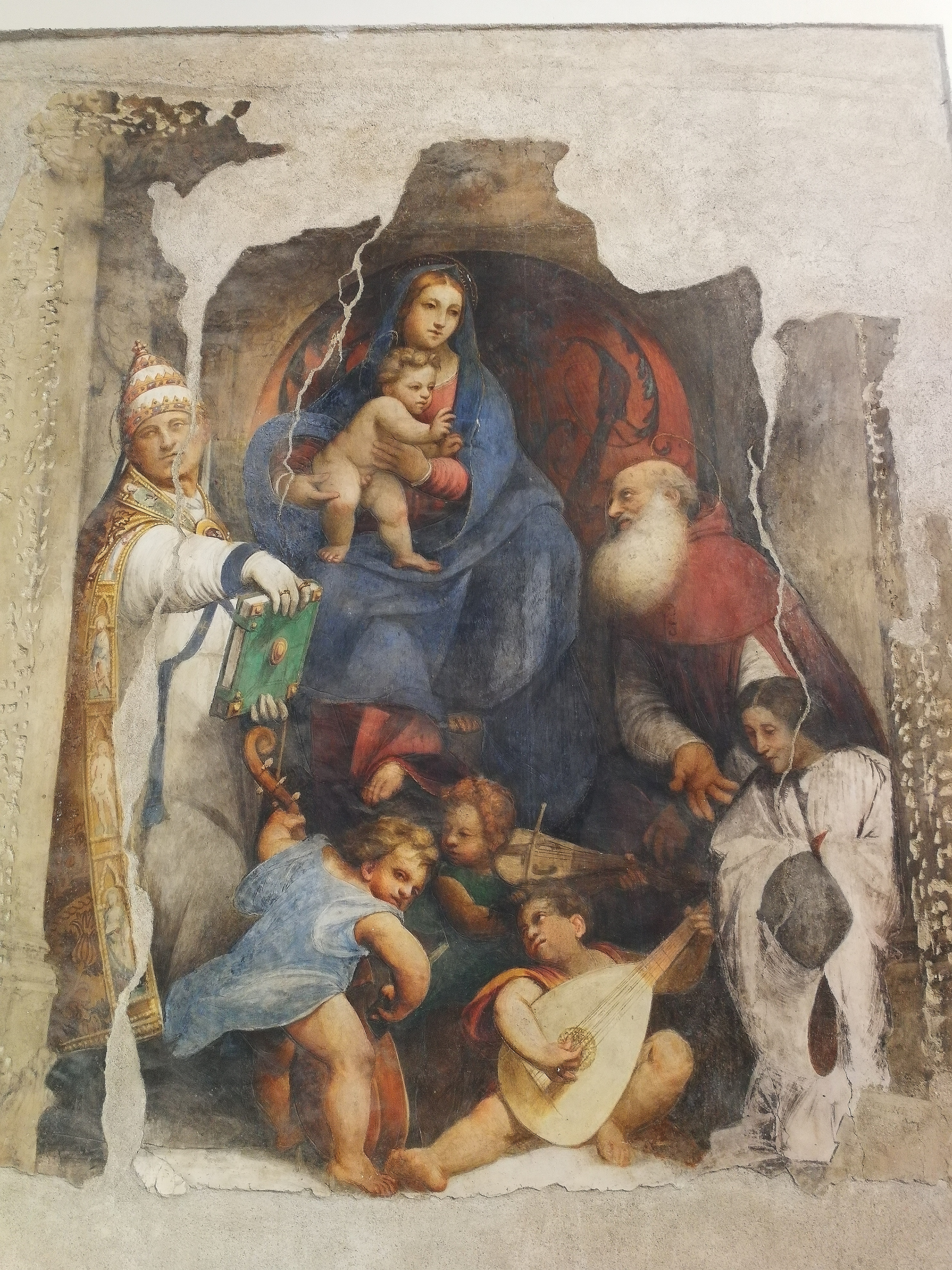
Das Fresko von Giovanni Antonio da Pordenone